# 索朗
索朗是瑞士的城鎮，位於該國西部，由弗里堡州負責管轄，面積8.72平方公里，海拔高度800米，2011年人口949，八成半人口信奉羅馬天主教，人口密度每平方公里109人。